# C·B·巴克諾
克里斯托弗·布莱克·巴克诺（英語：Christopher Blake Bucknor；1962年8月23日—）是美國職棒大聯盟的牙买加籍裁判。1996年至1999年間，他僅在國家聯盟工作，2000年開始在两联盟均有出場紀錄。

## 职业生涯

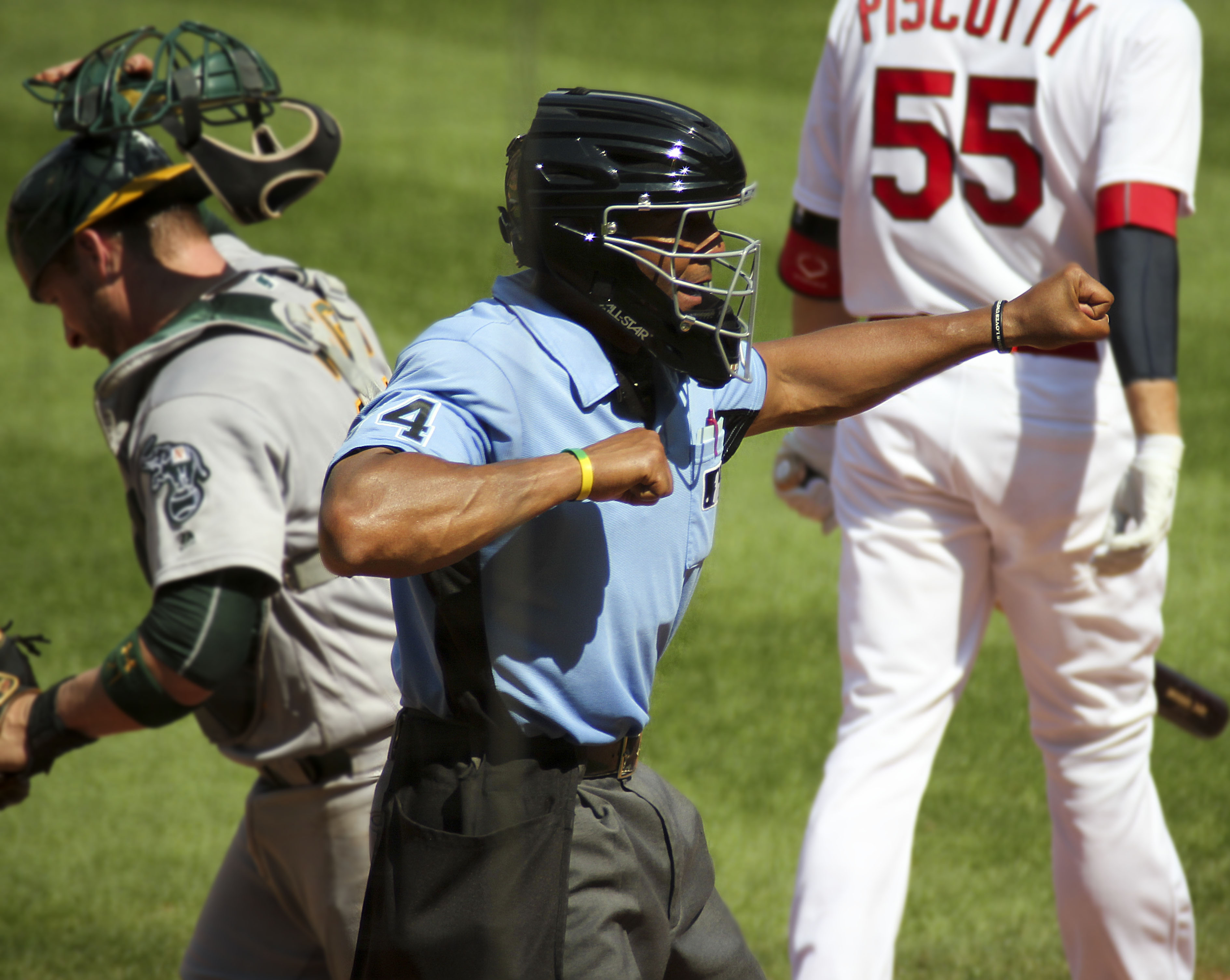
2016年的巴克諾（圖中者）

巴克诺是2005年和2021年全明星赛，以及2007年、 2008年、 2009年、2013年和2020年美國聯盟分區系列賽的裁判组成员。
他是底特律老虎队投手賈斯丁·韋蘭德第二次無安打比賽的一垒裁判（2011年5月7日，对多倫多藍鳥队）。此外，他也是芝加哥白襪队投手盧卡斯·吉奧里托无安打比赛的本垒裁判（2020年8月25日，对匹茲堡海盜隊）。
2012年5月1日，巴克诺在匹兹堡海盗队与圣路易斯红雀队的賽事中受伤，被迫离开比赛，他的具體傷情未對外公開。他被列为每日觀察名單，其工作則由小联盟裁判DJ Reyburn暫代。
2013年7月12日，巴克诺在奧克蘭運動家队和波士頓紅襪队的赛事擔任裁判，他被Jarrod Parker的92英里快速球击中了面罩，導致受伤并因此离場。

## 評價
其裁判風格受到大聯盟球員的負評甚多，《運動畫刊》曾对現役大联盟球员做调查，巴克诺二度被选为大聯盟中最差的裁判（2003年、2006年）。在ESPN一次針對100名现役球员的類似调查中（2010年），巴克诺再次被评为大聯盟中最差的裁判。

## 个人生活
巴克诺于1973年移居美国。他就读于纽约州立大学科特兰分校，當時他是一位中外野手。1984年他获得了娱乐治疗学士学位。
巴克諾現居纽约布鲁克林。他在布鲁克林的「邦妮青年俱乐部」（Bonnie Youth Club）工作，并于2000年入选俱乐部名人堂。2002年10月，入选科特兰运动名人堂（Cortland Athletic Hall of Fame）。 巴克諾积极参与牙买加儿童的棒球教学。除了收集玩具之外，也帮助了牙买加的三百多名儿童，並组织一年一度的“款待日”（Treat Day），這是一个以体育赛事、视频游戏和野餐为特色的节日派对。2008年，他入选布鲁克林阅兵场棒球联盟（Brooklyn Parade Ground Baseball League）的附屬名人堂。